# Darryl Sullivan
Pour les articles homonymes, voir Sullivan.
Darryl Sullivan (né le 28 décembre 1997) est un athlète olympique américain, spécialiste du saut en hauteur.

## Biographie
Sullivan, qui est originaire de Marion, dans l'Illinois, est devenu quatre fois "All-American" à l' Université du Tennessee.
Lors des sélections de l'équipe olympique américaine à Hayward Field, Sullivan égale son record personnel de 2,33 mètres pour terminer deuxième au classement général, ce qui lui permet de gagner sa place dans l'équipe américaine pour les Jeux d'été de 2020. Sullivan et JuVaughn Harrison avaient tous deux sauté 2,33 m mais Harrison remporte la première place au décompte. Participant au tour qualificatif, il saute 2,17 m, ce qui n'était pas suffisant pour se qualifier pour la finale.